# Gehlenit
Gehlenit là một khoáng vật silicat đảo kép, có công thức hóa học là Ca2Al[AlSiO7]. Khoáng vật này được phát hiện ở núi Monzoni, thung lũng Fassa, Trento, Ý, và được đặt theo tên Adolf Ferdinand Gehlen bởi A.J. Fuchs năm 1815. Gehlenit cũng được phát hiện trên sao chổi 81P/Wild. Nó được tìm thấy trong diorit xâm nhập qua các đá cacbonat 